# Grammy Nominees
Grammy Nominees là một loạt album biên tập của nhiều nghệ sĩ được phát hành trước khi giải Grammy hàng năm chính thức diễn ra. Tất cả các bài hát trong mỗi album là những ca khúc được đề cử giải Grammy trong năm nó phát hành. Album đầu tiên ra đời năm 1995 và kể từ đó nó được phát hành thường niên. Mỗi album từ đầu tiên cho suốt đến bản 2007 đều được chứng nhận Vàng bởi RIAA, riêng đặc biệt các bản 1996 và 2000 đã được chứng nhận Bạch kim.
Các series album Grammy khác cũng đã từng được phát hành là đề cử cho nhạc rap (1999-2001) và nhạc Latinh (1998-2005).

## 1995
| STT | Nhan đề                         | Phổ nhạc              | Album                                             | Thời lượng |
| --- | ------------------------------- | --------------------- | ------------------------------------------------- | ---------- |
| 1.  | "I'll Make Love to You"         | Boyz II Men           | II                                                | 3:58       |
| 2.  | "He Thinks He'll Keep Her"      | Mary Chapin Carpenter | Come On Come On                                   | 4:02       |
| 3.  | "All I Wanna Do"                | Sheryl Crow           | Tuesday Night Music Club                          | 4:32       |
| 4.  | "Love Sneakin' up on You"       | Bonnie Raitt          | Longing in Their Hearts                           | 3:38       |
| 5.  | "Streets of Philadelphia"       | Bruce Springsteen     | Philadelphia                                      | 3:52       |
| 6.  | "Said I Loved You...But I Lied" | Michael Bolton        | The One Thing                                     | 5:05       |
| 7.  | "Can You Feel the Love Tonight" | Elton John            | The Lion King: Original Motion Picture Soundtrack | 3:59       |
| 8.  | "Prayer for the Dying"          | Seal                  | Seal                                              | 5:30       |
| 9.  | "Love the One You're With"      | Luther Vandross       | Songs                                             | 5:03       |
| 10. | "Hero"                          | Mariah Carey          | Music Box                                         | 4:17       |
| 11. | "The Power of Love"             | Celine Dion           | The Colour of My Love                             | 5:41       |
| 12. | "Longing in Their Hearts"       | Bonnie Raitt          | Longing in Their Hearts                           | 4:48       |
| 13. | "Ordinary Miracles"             | Barbra Streisand      | Barbra: The Concert                               | 3:56       |

## 1996
| STT | Nhan đề                    | Phổ nhạc                  | Album                                               | Thời lượng |
| --- | -------------------------- | ------------------------- | --------------------------------------------------- | ---------- |
| 1.  | "One Sweet Day"            | Mariah Carey, Boyz II Men | Daydream                                            | 4:43       |
| 2.  | "Gangsta's Paradise"       | Coolio, L.V.              | Gangsta's Paradise, I Am L.V.                       | 4:02       |
| 3.  | "One of Us"                | Joan Osborne              | Relish                                              | 5:22       |
| 4.  | "Kiss from a Rose"         | Seal                      | Seal, Batman Forever: Music from the Motion Picture | 4:49       |
| 5.  | "Waterfalls"               | TLC                       | CrazySexyCool                                       | 4:41       |
| 6.  | "I Can Love You Like That" | All-4-One                 | And the Music Speaks                                | 4:24       |
| 7.  | "You Are Not Alone"        | Michael Jackson           | HIStory: Past, Present and Future, Book I           | 5:47       |
| 8.  | "You Oughta Know"          | Alanis Morissette         | Jagged Little Pill                                  | 4:08       |
| 9.  | "Baby"                     | Brandy                    | Brandy                                              | 5:15       |
| 10. | "Let Her Cry"              | Hootie & the Blowfish     | Cracked Rear View                                   | 5:08       |
| 11. | "Any Man of Mine"          | Shania Twain              | The Woman in Me                                     | 4:05       |

## 1997
| STT | Nhan đề                   | Phổ nhạc              | Album                                              | Thời lượng |
| --- | ------------------------- | --------------------- | -------------------------------------------------- | ---------- |
| 1.  | "Give Me One Reason"      | Tracy Chapman         | New Beginning                                      | 4:29       |
| 2.  | "Change the World"        | Eric Clapton          | Phenomenon: Music from the Original Motion Picture | 3:55       |
| 3.  | "Because You Loved Me"    | Celine Dion           | Falling into You                                   | 4:35       |
| 4.  | "Ironic"                  | Alanis Morissette     | Jagged Little Pill                                 | 3:49       |
| 5.  | "1979"                    | The Smashing Pumpkins | Mellon Collie and the Infinite Sadness             | 4:25       |
| 6.  | "Stupid Girl"             | Garbage               | Garbage                                            | 4:21       |
| 7.  | "Who Will Save Your Soul" | Jewel                 | Pieces of You                                      | 4:01       |
| 8.  | "Spiderwebs"              | No Doubt              | Tragic Kingdom                                     | 4:28       |
| 9.  | "Nobody Knows"            | The Tony Rich Project | Words                                              | 5:09       |
| 10. | "My Baby"                 | LeAnn Rimes           | Blue                                               | 2:51       |
| 11. | "Un-Break My Heart"       | Toni Braxton          | Secrets                                            | 4:32       |
| 12. | "Get Out of This House"   | Shawn Colvin          | A Few Small Repairs                                | 4:17       |
| 13. | "Reach"                   | Gloria Estefan        | Destiny                                            | 3:49       |

## 1998
| STT | Nhan đề                           | Phổ nhạc           | Album                                                        | Thời lượng |
| --- | --------------------------------- | ------------------ | ------------------------------------------------------------ | ---------- |
| 1.  | "Where Have All the Cowboys Gone" | Paula Cole         | This Fire                                                    | 4:28       |
| 2.  | "Sunny Came Home"                 | Shawn Colvin       | A Few Small Repairs                                          | 4:26       |
| 3.  | "Everyday Is a Winding Road"      | Sheryl Crow        | Sheryl Crow                                                  | 4:18       |
| 4.  | "MMMBop"                          | Hanson             | Middle of Nowhere                                            | 4:28       |
| 5.  | "I Believe I Can Fly"             | R. Kelly           | R., Space Jam: Music from and Inspired by the Motion Picture | 5:22       |
| 6.  | "Criminal"                        | Fiona Apple        | Tidal                                                        | 5:43       |
| 7.  | "On & On"                         | Erykah Badu        | Baduizm                                                      | 3:48       |
| 8.  | "Silver Springs"                  | Fleetwood Mac      | The Dance                                                    | 5:43       |
| 9.  | "Virtual Insanity"                | Jamiroquai         | Travelling without Moving                                    | 5:42       |
| 10. | "Don't Speak"                     | No Doubt           | Tragic Kingdom                                               | 4:24       |
| 11. | "Anybody Seen My Baby?"           | The Rolling Stones | Bridges to Babylon                                           | 4:31       |

## 1999
| STT | Nhan đề                         | Phổ nhạc          | Album                                                            | Thời lượng |
| --- | ------------------------------- | ----------------- | ---------------------------------------------------------------- | ---------- |
| 1.  | "The Boy Is Mine"               | Brandy, Monica    | Never Say Never, The Boy Is Mine                                 | 4:56       |
| 2.  | "My Heart Will Go On"           | Celine Dion       | Let's Talk About Love, Titanic: Music from the Motion Picture    | 4:41       |
| 3.  | "Iris"                          | Goo Goo Dolls     | City of Angels: Music from the Motion Picture, Dizzy Up the Girl | 4:52       |
| 4.  | "Ray of Light"                  | Madonna           | Ray of Light                                                     | 5:21       |
| 5.  | "You're Still the One"          | Shania Twain      | Come on Over                                                     | 3:35       |
| 6.  | "Everybody (Backstreet's Back)" | Backstreet Boys   | Backstreet's Back                                                | 4:48       |
| 7.  | "Amor Ti Vieta"                 | Andrea Bocelli    | Aria - The Opera Album                                           | 1:50       |
| 8.  | "Wide Open Spaces"              | Dixie Chicks      | Wide Open Spaces                                                 | 3:45       |
| 9.  | "Doo Wop (That Thing)"          | Lauryn Hill       | The Miseducation of Lauryn Hill                                  | 4:03       |
| 10. | "Torn"                          | Natalie Imbruglia | Left of the Middle                                               | 4:06       |
| 11. | "Save Tonight"                  | Eagle-Eye Cherry  | Desireless                                                       | 3:59       |
| 12. | "My Father's Eyes"              | Eric Clapton      | Pilgrim                                                          | 5:23       |
| 13. | "Anytime"                       | Brian McKnight    | Anytime                                                          | 4:33       |
| 14. | "Lullaby"                       | Shawn Mullins     | Soul's Core                                                      | 5:30       |
| 15. | "You Were Meant for Me"         | Sting             | The Object of My Affection                                       | 4:12       |

## 2000
| STT | Nhan đề                            | Phổ nhạc            | Album                 | Thời lượng |
| --- | ---------------------------------- | ------------------- | --------------------- | ---------- |
| 1.  | "I Want It That Way"               | Backstreet Boys     | Millennium            | 3:34       |
| 2.  | "Livin' la Vida Loca"              | Ricky Martin        | Ricky Martin          | 4:03       |
| 3.  | "Smooth"                           | Santana, Rob Thomas | Supernatural          | 4:55       |
| 4.  | "No Scrubs"                        | TLC                 | Fanmail               | 3:35       |
| 5.  | "Genie in a Bottle"                | Christina Aguilera  | Christina Aguilera    | 3:37       |
| 6.  | "Do Something"                     | Macy Gray           | On How Life Is        | 4:59       |
| 7.  | "Bawitdaba"                        | Kid Rock            | Devil Without a Cause | 4:26       |
| 8.  | "...Baby One More Time"            | Britney Spears      | ...Baby One More Time | 3:31       |
| 9.  | "It Hurt So Bad"                   | Susan Tedeschi      | Just Won't Burn       | 4:48       |
| 10. | "I Need to Know"                   | Marc Anthony        | Marc Anthony          | 3:48       |
| 11. | "Mambo No. 5 (A Little Bit Of...)" | Lou Bega            | A Little Bit of Mambo | 4:41       |
| 12. | "Sogno"                            | Andrea Bocelli      | Sogno                 | 4:03       |
| 13. | "Brand New Day"                    | Sting               | Brand New Day         | 6:20       |

## 2001
| STT | Nhan đề                               | Phổ nhạc           | Album                                   | Thời lượng |
| --- | ------------------------------------- | ------------------ | --------------------------------------- | ---------- |
| 1.  | "Say My Name"                         | Destiny's Child    | The Writing's on the Wall               | 4:30       |
| 2.  | "I Try"                               | Macy Gray          | On How Life Is                          | 3:58       |
| 3.  | "Music"                               | Madonna            | Music                                   | 3:45       |
| 4.  | "Bye Bye Bye"                         | 'N Sync            | No Strings Attached                     | 3:21       |
| 5.  | "Beautiful Day"                       | U2                 | All That You Can't Leave Behind         | 4:08       |
| 6.  | "Sexx Laws"                           | Beck               | Midnite Vultures                        | 3:38       |
| 7.  | "The Real Slim Shady"                 | Eminem             | The Marshall Mathers LP                 | 4:45       |
| 8.  | "Optimistic"                          | Radiohead          | Kid A                                   | 4:54       |
| 9.  | "You're the One"                      | Paul Simon         | You're the One                          | 4:59       |
| 10. | "Cousin Dupree"                       | Steely Dan         | Two Against Nature                      | 5:27       |
| 11. | "What a Girl Wants"                   | Christina Aguilera | Christina Aguilera                      | 3:34       |
| 12. | "Save Me"                             | Aimee Mann         | Magnolia: Music from the Motion Picture | 4:34       |
| 13. | "Both Sides Now"                      | Joni Mitchell      | Both Sides Now                          | 5:47       |
| 14. | "Oops!... I Did It Again"             | Britney Spears     | Oops!... I Did It Again                 | 3:31       |
| 15. | "Show Me the Meaning of Being Lonely" | Backstreet Boys    | Millennium                              | 3:55       |
| 16. | "Pinch Me"                            | Barenaked Ladies   | Maroon                                  | 4:45       |
| 17. | "Breathless"                          | The Corrs          | In Blue                                 | 3:28       |

## 2002
| STT | Nhan đề                          | Phổ nhạc              | Album                            | Thời lượng |
| --- | -------------------------------- | --------------------- | -------------------------------- | ---------- |
| 1.  | "Video"                          | India.Arie            | Acoustic Soul                    | 4:07       |
| 2.  | "Fallin'"                        | Alicia Keys           | Songs in A Minor                 | 3:30       |
| 3.  | "Ms. Jackson"                    | OutKast               | Stankonia                        | 3:59       |
| 4.  | "Drops of Jupiter (Tell Me)"     | Train                 | Drops of Jupiter                 | 4:19       |
| 5.  | "Walk On"                        | U2                    | All That You Can't Leave Behind  | 4:55       |
| 6.  | "Honest with Me"                 | Bob Dylan             | Love and Theft                   | 5:47       |
| 7.  | "I Am a Man of Constant Sorrow"  | The Soggy Bottom Boys | O Brother, Where Art Thou?       | 3:10       |
| 8.  | "I'm Like a Bird"                | Nelly Furtado         | Whoa, Nelly!                     | 4:04       |
| 9.  | "Babylon"                        | David Gray            | White Ladder                     | 4:46       |
| 10. | "Fill Me In"                     | Craig David           | Born to Do It                    | 4:15       |
| 11. | "You Rock My World"              | Michael Jackson       | Invincible                       | 5:07       |
| 12. | "I Want Love"                    | Elton John            | Songs from the West Coast        | 4:35       |
| 13. | "Still"                          | Brian McKnight        | Superhero                        | 4:19       |
| 14. | "Don't Let Me Be Lonely Tonight" | James Taylor          | Nearness of You: The Ballad Book | 4:41       |
| 15. | "Shape of My Heart"              | Backstreet Boys       | Black & Blue                     | 3:50       |
| 16. | "Superman (It's Not Easy)"       | Five for Fighting     | America Town                     | 3:40       |
| 17. | "Imitation of Life"              | R.E.M.                | Reveal                           | 3:56       |

## 2003
| STT | Nhan đề                      | Phổ nhạc               | Album                 | Thời lượng |
| --- | ---------------------------- | ---------------------- | --------------------- | ---------- |
| 1.  | "A Thousand Miles"           | Vanessa Carlton        | Be Not Nobody         | 3:58       |
| 2.  | "Don't Know Why"             | Norah Jones            | Come Away with Me     | 3:06       |
| 3.  | "How You Remind Me"          | Nickelback             | Silver Side Up        | 3:44       |
| 4.  | "Landslide"                  | Dixie Chicks           | Home                  | 3:48       |
| 5.  | "Without Me"                 | Eminem                 | The Eminem Show       | 4:23       |
| 6.  | "Hot in Herre"               | Nelly                  | Nellyville            | 3:50       |
| 7.  | "Foolish"                    | Ashanti                | Ashanti               | 3:49       |
| 8.  | "All You Wanted"             | Michelle Branch        | The Spirit Room       | 3:37       |
| 9.  | "Complicated"                | Avril Lavigne          | Let Go                | 4:04       |
| 10. | "Your Body Is a Wonderland"  | John Mayer             | Room for Squares      | 4:06       |
| 11. | "Soak Up the Sun"            | Sheryl Crow            | C'mon, C'mon          | 3:18       |
| 12. | "Get the Party Started"      | Pink                   | Missundaztood         | 3:12       |
| 13. | "Overprotected"              | Britney Spears         | Britney               | 3:19       |
| 14. | "7 Days"                     | Craig David            | Born to Do It         | 3:54       |
| 15. | "Fragile"                    | Sting                  | ...All This Time      | 4:21       |
| 16. | "October Road"               | James Taylor           | October Road          | 3:57       |
| 17. | "Girl All the Bad Guys Want" | Bowling for Soup       | Drunk Enough to Dance | 3:18       |
| 18. | "Where Are You Going"        | Dave Matthews Ban nhạc | Busted Stuff          | 3:51       |
| 19. | "Girlfriend"                 | 'N Sync                | Celebrity             | 3:59       |

## 2004
| STT | Nhan đề                         | Phổ nhạc                           | Album                                                | Thời lượng |
| --- | ------------------------------- | ---------------------------------- | ---------------------------------------------------- | ---------- |
| 1.  | "Crazy in Love"                 | Beyoncé hợp tác với Jay-Z          | Dangerously in Love                                  | 3:44       |
| 2.  | "Where Is the Love?"            | Black Eyed Peas, Justin Timberlake | Elephunk                                             | 3:58       |
| 3.  | "Clocks"                        | Coldplay                           | A Rush of Blood to the Head                          | 4:11       |
| 4.  | "Lose Yourself"                 | Eminem                             | Music from and Inspired by the Motion Picture 8 Mile | 4:25       |
| 5.  | "Work It"                       | Missy "Misdemeanor" Elliott        | Under Construction                                   | 4:22       |
| 6.  | "Going Under"                   | Evanescence                        | Fallen                                               | 3:33       |
| 7.  | "The Way You Move"              | OutKast, Sleepy Brown              | Speakerboxxx/The Love Below                          | 3:24       |
| 8.  | "Cry Me a River"                | Justin Timberlake                  | Justified                                            | 4:29       |
| 9.  | "Beautiful"                     | Christina Aguilera                 | Stripped                                             | 3:58       |
| 10. | "I'm With You"                  | Avril Lavigne                      | Let Go                                               | 3:42       |
| 11. | "Dance with My Father"          | Luther Vandross                    | Dance with My Father                                 | 4:26       |
| 12. | "Keep Me in Your Heart"         | Warren Zevon                       | The Wind                                             | 3:02       |
| 13. | "In da Club"                    | 50 Cent                            | Get Rich or Die Tryin'                               | 3:14       |
| 14. | "Stacy's Mom"                   | Fountains of Wayne                 | Welcome Interstate Managers                          | 3:17       |
| 15. | "I Wish I Wasn't"               | Heather Headley                    | This Is Who I Am                                     | 4:17       |
| 16. | "Gimme the Light"               | Sean Paul                          | Dutty Rock                                           | 3:14       |
| 17. | "Any Road"                      | George Harrison                    | Brainwashed                                          | 3:50       |
| 18. | "Ain't No Mountain High Enough" | Michael McDonald                   | Motown                                               | 2:50       |
| 19. | "Send Your Love"                | Sting                              | Sacred Love                                          | 3:33       |
| 20. | "Hole in the World"             | Eagles                             | The Very Best of the Eagles                          |            |
| 21. | "Unwell"                        | Matchbox Twenty                    | More Than You Think You Are                          | 3:49       |

## 2005
| STT | Nhan đề                        | Phổ nhạc                       | Album                           | Thời lượng |
| --- | ------------------------------ | ------------------------------ | ------------------------------- | ---------- |
| 1.  | "Let's Get It Started"         | Black Eyed Peas                | Elephunk                        | 3:38       |
| 2.  | "Here We Go Again"             | Ray Charles, Norah Jones       | Genius Loves Company            | 3:56       |
| 3.  | "American Idiot"               | Green Day                      | American Idiot                  | 2:56       |
| 4.  | "Heaven"                       | Los Lonely Boys                | Los Lonely Boys                 | 3:36       |
| 5.  | "If I Ain't Got You"           | Alicia Keys                    | The Diary of Alicia Keys        | 3:49       |
| 6.  | "Burn"                         | Usher                          | Confessions                     | 3:49       |
| 7.  | "Through the Wire"             | Kanye West                     | The College Dropout             | 3:41       |
| 8.  | "She Will Be Loved"            | Maroon 5                       | Songs About Jane                | 4:02       |
| 9.  | "You Had Me"                   | Joss Stone                     | Mind, Body & Soul               | 3:59       |
| 10. | "Redneck Woman"                | Gretchen Wilson                | Here for the Party              | 3:41       |
| 11. | "The First Cut Is the Deepest" | Sheryl Crow                    | The Very Best of Sheryl Crow    | 3:46       |
| 12. | "Sunrise"                      | Norah Jones                    | Feels like Home                 | 3:19       |
| 13. | "You Raise Me Up"              | Josh Groban                    | Closer                          | 4:01       |
| 14. | "Daughters"                    | John Mayer                     | Heavier Things                  | 3:58       |
| 15. | "Cinnamon Girl"                | Prince                         | Musicology                      | 3:57       |
| 16. | "Love's Divine"                | Seal                           | Seal IV                         | 4:05       |
| 17. | "My Immortal"                  | Evanescence                    | Fallen                          | 4:33       |
| 18. | "Good Vibrations"              | Brian Wilson                   | Smile                           | 4:36       |
| 19. | "Monkey to Man"                | Elvis Costello & The Imposters | The Delivery Man                | 3:56       |
| 20. | "Vertigo"                      | U2                             | How to Dismantle an Atomic Bomb | 3:12       |
| 21. | "Ch-Check It Out"              | Beastie Boys                   | To the 5 Boroughs               | 3:11       |

## 2006
| STT | Nhan đề                       | Phổ nhạc                                   | Album                              | Thời lượng |
| --- | ----------------------------- | ------------------------------------------ | ---------------------------------- | ---------- |
| 1.  | "Feel Good Inc."              | Gorillaz, De La Soul                       | Demon Days                         | 3:28       |
| 2.  | "Boulevard of Broken Dreams"  | Green Day                                  | American Idiot                     | 4:21       |
| 3.  | "It's like That"              | Mariah Carey, Jermaine Dupri, Fatman Scoop | The Emancipation of Mimi           | 3:23       |
| 4.  | "Fine Line"                   | Paul McCartney                             | Chaos and Creation in the Backyard | 3:06       |
| 5.  | "City of Blinding Lights"     | U2                                         | How to Dismantle an Atomic Bomb    | 4:13       |
| 6.  | "Bless the Broken Road"       | Rascal Flatts                              | Feels Like Today                   | 3:42       |
| 7.  | "Devils & Dust"               | Bruce Springsteen                          | Devils & Dust                      | 4:51       |
| 8.  | "Ordinary People"             | John Legend                                | Get Lifted                         | 4:33       |
| 9.  | "Sitting, Waiting, Wishing"   | Jack Johnson                               | In Between Dreams                  | 3:00       |
| 10. | "Walk on By"                  | Seal                                       | Best 1991-2004                     | 3:13       |
| 11. | "Lonely No More"              | Rob Thomas                                 | ...Something to Be                 | 3:46       |
| 12. | "From the Bottom of My Heart" | Stevie Wonder                              | A Time to Love                     | 3:55       |
| 13. | "Since U Been Gone"           | Kelly Clarkson                             | Breakaway                          | 3:08       |
| 14. | "Good Is Good"                | Sheryl Crow                                | Wildflower                         | 4:13       |
| 15. | "Speed of Sound"              | Coldplay                                   | X&Y                                | 4:21       |
| 16. | "Best of You"                 | Foo Fighters                               | In Your Honor                      | 4:16       |
| 17. | "Rain Fall Down"              | The Rolling Stones                         | A Bigger Bang                      | 3:57       |
| 18. | "The Painter"                 | Neil Young                                 | Prairie Wind                       | 4:00       |
| 19. | "E-Pro"                       | Beck                                       | Guero                              | 3:19       |
| 20. | "Soul Meets Body"             | Death Cab for Cutie                        | Plans                              | 3:26       |
| 21. | "Do You Want To"              | Franz Ferdinand                            | You Could Have It So Much Better   | 3:34       |

## 2007
| STT | Nhan đề                           | Phổ nhạc              | Album                              | Thời lượng |
| --- | --------------------------------- | --------------------- | ---------------------------------- | ---------- |
| 1.  | "Crazy"                           | Gnarls Barkley        | St. Elsewhere                      | 2:51       |
| 2.  | "Be Without You"                  | Mary J. Blige         | The Breakthrough                   | 3:52       |
| 3.  | "Put Your Records On"             | Corinne Bailey Rae    | Corinne Bailey Rae                 | 3:33       |
| 4.  | "Waiting on the World to Change"  | John Mayer            | Continuum                          | 3:19       |
| 5.  | "Dani California"                 | Red Hot Chili Peppers | Stadium Arcadium                   | 4:40       |
| 6.  | "SexyBack"                        | Justin Timberlake     | FutureSex/LoveSounds               | 3:48       |
| 7.  | "Not Ready to Make Nice"          | Dixie Chicks          | Taking the Long Way                | 3:54       |
| 8.  | "Jesus, Take the Wheel"           | Carrie Underwood      | Some Hearts                        | 3:44       |
| 9.  | "Hide and Seek"                   | Imogen Heap           | Speak for Yourself                 | 2:57       |
| 10. | "Ain't No Other Man"              | Christina Aguilera    | Back to Basics                     | 3:47       |
| 11. | "Unwritten"                       | Natasha Bedingfield   | Unwritten                          | 3:50       |
| 12. | "You Can Close Your Eyes"         | Sheryl Crow           | Artist's Choice                    | 2:07       |
| 13. | "Stupid Girls"                    | Pink                  | I'm Not Dead                       | 3:14       |
| 14. | "Black Horse and the Cherry Tree" | KT Tunstall           | Eye to the Telescope               | 2:51       |
| 15. | "You're Beautiful"                | James Blunt           | Back to Bedlam                     | 3:20       |
| 16. | "Save Room"                       | John Legend           | Once Again                         | 3:42       |
| 17. | "Jenny Wren"                      | Paul McCartney        | Chaos and Creation in the Backyard | 2:08       |
| 18. | "Bad Day"                         | Daniel Powter         | Daniel Powter                      | 3:53       |
| 19. | "My Humps"                        | Black Eyed Peas       | Monkey Business                    | 3:44       |
| 20. | "I Will Follow You into the Dark" | Death Cab for Cutie   | Plans                              | 3:09       |
| 21. | "Over My Head (Cable Car)"        | The Fray              | How to Save a Life                 | 3:55       |
| 22. | "Is It Any Wonder?"               | Keane                 | Under the Iron Sea                 | 3:02       |
| 23. | "Stickwitu"                       | Pussycat Dolls        | PCD                                | 3:28       |

## 2008
| STT | Nhan đề                               | Phổ nhạc                           | Album                                                            | Thời lượng |
| --- | ------------------------------------- | ---------------------------------- | ---------------------------------------------------------------- | ---------- |
| 1.  | "What Goes Around.../...Comes Around" | Justin Timberlake                  | FutureSex/LoveSounds                                             | 5:11       |
| 2.  | "Rehab"                               | Amy Winehouse                      | Back to Black                                                    | 3:33       |
| 3.  | "Irreplaceable"                       | Beyoncé                            | B'Day                                                            | 3:46       |
| 4.  | "The Pretender"                       | Foo Fighters                       | Echoes, Silence, Patience & Grace                                | 4:27       |
| 5.  | "Makes Me Wonder"                     | Maroon 5                           | It Won't Be Soon Before Long                                     | 3:31       |
| 6.  | "1234"                                | Feist                              | The Reminder                                                     | 3:08       |
| 7.  | "(You Want To) Make a Memory"         | Bon Jovi                           | Lost Highway                                                     | 4:04       |
| 8.  | "Dance Tonight"                       | Paul McCartney                     | Memory Almost Full                                               | 2:52       |
| 9.  | "Candyman"                            | Christina Aguilera                 | Back to Basics                                                   | 3:13       |
| 10. | "Say It Right"                        | Nelly Furtado                      | Loose                                                            | 3:41       |
| 11. | "Good Life"                           | Kanye West, T-Pain                 | Graduation                                                       | 3:28       |
| 12. | "River"                               | Herbie Hancock, Corinne Bailey Rae | River: The Joni Letters                                          | 5:02       |
| 13. | "What You Give Away"                  | Vince Gill, Sheryl Crow            | These Days                                                       | 3:50       |
| 14. | "Before He Cheats"                    | Carrie Underwood                   | Some Hearts                                                      | 3:17       |
| 15. | "Hey There Delilah"                   | Plain White T's                    | Every Second Counts                                              | 3:46       |
| 16. | "Like a Star"                         | Corinne Bailey Rae                 | Corinne Bailey Rae                                               | 3:58       |
| 17. | "Working Class Hero"                  | Green Day                          | Instant Karma: The Amnesty International Campaign to Save Darfur | 4:01       |
| 18. | "It's Not Over"                       | Daughtry                           | Daughtry                                                         | 3:31       |
| 19. | "If Everyone Cared"                   | Nickelback                         | All the Right Reasons                                            | 3:35       |
| 20. | "Icky Thump"                          | The White Stripes                  | Icky Thump                                                       | 3:46       |
| 21. | "Instant Karma!"                      | U2                                 | Instant Karma: The Amnesty International Campaign to Save Darfur | 3:09       |

## 2009
| STT | Nhan đề                     | Phổ nhạc                        | Album                                     | Thời lượng |
| --- | --------------------------- | ------------------------------- | ----------------------------------------- | ---------- |
| 1.  | "Viva la Vida"              | Coldplay                        | Viva la Vida or Death and All His Friends | 3:44       |
| 2.  | "American Boy"              | Estelle, Kanye West             | Shine                                     | 4:02       |
| 3.  | "Love Song"                 | Sara Bareilles                  | Little Voice                              | 3:53       |
| 4.  | "Closer"                    | Ne-Yo                           | Year of the Gentleman                     | 3:55       |
| 5.  | "Got Money"                 | Lil Wayne, T-Pain               | Tha Carter III                            | 4:06       |
| 6.  | "Please Read the Letter"    | Robert Plant, Alison Krauss     | Raising Sand                              | 3:56       |
| 7.  | "House of Cards"            | Radiohead                       | In Rainbows                               | 5:29       |
| 8.  | "Love Don't Live Here"      | Lady Antebellum                 | Lady Antebellum                           | 3:51       |
| 9.  | "Burnin' Up"                | Jonas Brothers, Big Rob         | A Little Bit Longer                       | 2:55       |
| 10. | "Need U Bad"                | Jazmine Sullivan, Missy Elliott | Fearless                                  | 4:13       |
| 11. | "Mercy"                     | Duffy                           | Rockferry                                 | 3:41       |
| 12. | "Paper Planes"              | M.I.A.                          | Kala                                      | 3:24       |
| 13. | "Chasing Pavements"         | Adele                           | 19                                        | 3:32       |
| 14. | "I Kissed a Girl"           | Katy Perry                      | One of the Boys                           | 3:01       |
| 15. | "Bleeding Love"             | Leona Lewis                     | Spirit                                    | 4:01       |
| 16. | "So What"                   | Pink                            | Funhouse                                  | 3:35       |
| 17. | "Going On"                  | Gnarls Barkley                  | The Odd Couple                            | 2:55       |
| 18. | "Apologize"                 | OneRepublic                     | Dreaming Out Loud                         | 3:28       |
| 19. | "Won't Go Home Without You" | Maroon 5                        | It Won't Be Soon Before Long              | 3:46       |
| 20. | "Waiting in the Weeds"      | Eagles                          | Long Road out of Eden                     | 7:46       |

## 2010
| STT | Nhan đề                                     | Phổ nhạc                    | Album                             | Thời lượng |
| --- | ------------------------------------------- | --------------------------- | --------------------------------- | ---------- |
| 1.  | "I Gotta Feeling"                           | Black Eyed Peas             | The E.N.D.                        | 4:06       |
| 2.  | "Poker Face"                                | Lady Gaga                   | The Fame                          | 3:57       |
| 3.  | "Use Somebody"                              | Kings of Leon               | Only by the Night                 | 3:51       |
| 4.  | "You and Me"                                | Dave Matthews Band          | Big Whiskey and the GrooGrux King | 4:19       |
| 5.  | "You Belong with Me"                        | Taylor Swift                | Fearless                          | 3:51       |
| 6.  | "Fallin' for You"                           | Colbie Caillat              | Breakthrough                      | 3:37       |
| 7.  | "You Found Me"                              | The Fray                    | The Fray                          | 4:02       |
| 8.  | "Sober"                                     | Pink                        | Funhouse                          | 4:12       |
| 9.  | "My Life Would Suck Without You"            | Kelly Clarkson              | All I Ever Wanted                 | 3:33       |
| 10. | "Hot n Cold"                                | Katy Perry                  | One of the Boys                   | 3:41       |
| 11. | "Halo"                                      | Beyoncé                     | I Am... Sasha Fierce              | 3:45       |
| 12. | "Hometown Glory"                            | Adele                       | 19                                | 3:32       |
| 13. | "Chicken Fried"                             | Zac Brown Ban nhạc          | The Foundation                    | 3:34       |
| 14. | "It Happens"                                | Sugarland                   | Love on the Inside                | 3:01       |
| 15. | "I Run to You"                              | Lady Antebellum             | Lady Antebellum                   | 3:48       |
| 16. | "Here Comes Goodbye"                        | Rascal Flatts               | Unstoppable                       | 4:05       |
| 17. | "21 Guns"                                   | Green Day                   | 21st Century Breakdown            | 5:22       |
| 18. | "Life in Technicolor II"                    | Coldplay                    | Prospekt's March                  | 3:37       |
| 19. | "I'll Go Crazy If I Don't Go Crazy Tonight" | U2                          | No Line on the Horizon            | 4:13       |
| 20. | "Can't Find My Way Home"                    | Eric Clapton, Steve Winwood | Live from Madison Square Garden   | 5:32       |

## 2011
| STT | Nhan đề                        | Phổ nhạc                           | Thời lượng |
| --- | ------------------------------ | ---------------------------------- | ---------- |
| 1.  | "Forget You"                   | Cee Lo Green                       | 3:43       |
| 2.  | "Nothin' on You"               | B.o.B hợp tác với Bruno Mars       | 3:44       |
| 3.  | "California Gurls"             | Katy Perry hợp tác với Snoop Dogg  | 3:55       |
| 4.  | "Telephone"                    | Lady Gaga hợp tác với Beyoncé      | 3:41       |
| 5.  | "Love the Way You Lie"         | Eminem hợp tác với Rihanna         | 4:25       |
| 6.  | "Need You Now"                 | Lady Antebellum                    | 3:54       |
| 7.  | "Ready to Start"               | Arcade Fire                        | 4:19       |
| 8.  | "Whataya Want from Me"         | Adam Lambert                       | 3:47       |
| 9.  | "Half of My Heart"             | John Mayer và Taylor Swift         | 3:54       |
| 10. | "Haven't Met You Yet"          | Michael Bublé                      | 4:05       |
| 11. | "Just the Way You Are"         | Bruno Mars                         | 3:38       |
| 12. | "This Is It"                   | Michael Jackson                    | 3:42       |
| 13. | "Beg Steal or Borrow"          | Ray LaMontagne and the Pariah Dogs | 4:32       |
| 14. | "The House That Built Me"      | Miranda Lambert                    | 3:47       |
| 15. | "Babyfather"                   | Sade                               | 4:32       |
| 16. | "The Only Exception"           | Paramore                           | 4:27       |
| 17. | "Hey, Soul Sister" (trực tiếp) | Train                              | 3:33       |
| 18. | "Misery"                       | Maroon 5                           | 3:33       |
| 19. | "Don't Stop Believin'"         | Dàn diễn viên Glee                 | 3:43       |

## 2012
| STT | Nhan đề                           | Phổ nhạc                                | {{{extra_column}}} | Thời lượng |
| --- | --------------------------------- | --------------------------------------- | ------------------ | ---------- |
| 1.  | "Rolling in the Deep"             | Adele                                   | 21                 | 3:48       |
| 2.  | "Grenade"                         | Bruno Mars                              |                    | 3:41       |
| 3.  | "Firework"                        | Katy Perry                              |                    | 3:43       |
| 4.  | "Moves Like Jagger"               | Maroon 5 hợp tác với Christina Aguilera |                    | 3:21       |
| 5.  | "Super Bass"                      | Nicki Minaj                             |                    | 3:21       |
| 6.  | "What's My Name"                  | Rihanna hợp tác với Drake               |                    | 3:50       |
| 7.  | "Work Out"                        | J. Cole                                 |                    | 3:46       |
| 8.  | "You and I"                       | Lady Gaga                               |                    | 4:06       |
| 9.  | "Pumped Up Kicks"                 | Foster the People                       |                    | 3:31       |
| 10. | "Scary Monsters and Nice Sprites" | Skrillex                                |                    | 3:16       |
| 11. | "Paradise"                        | Coldplay                                |                    | 4:38       |
| 12. | "Walk"                            | Foo Fighters                            |                    | 4:16       |
| 13. | "If I Die Young"                  | The Band Perry                          |                    | 3:35       |
| 14. | "The Cave"                        | Mumford & Sons                          |                    | 3:36       |
| 15. | "Holocene"                        | Bon Iver                                |                    | 4:18       |
| 16. | "Just a Kiss"                     | Lady Antebellum                         |                    | 3:37       |
| 17. | "Mean"                            | Taylor Swift                            |                    | 3:56       |
| 18. | "Honey Bee"                       | Blake Shelton                           |                    | 3:17       |
| 19. | "Drink in My Hand"                | Eric Church                             |                    | 3:11       |
| 20. | "Dearest"                         | The Black Keys                          |                    | 2:04       |
| 21. | "Don't You Wanna Stay"            | Jason Aldean và Kelly Clarkson          |                    | 3:15       |
| 22. | "Body and Soul"                   | Tony Bennett & Amy Winehouse            |                    | 3:20       |

## 2013
| STT | Nhan đề                                   | Phổ nhạc                         | Album                         | Thời lượng |
| --- | ----------------------------------------- | -------------------------------- | ----------------------------- | ---------- |
| 1.  | "Lonely Boy"                              | The Black Keys                   | El Camino                     | 3:13       |
| 2.  | "Stronger (What Doesn't Kill You)"        | Kelly Clarkson                   | Stronger                      | 3:41       |
| 3.  | "We Are Never Ever Getting Back Together" | Taylor Swift                     | Red                           | 3:11       |
| 4.  | "Somebody That I Used to Know"            | Gotye hợp tác với Kimbra         | Making Mirrors                | 3:27       |
| 5.  | "Wide Awake"                              | Katy Perry                       | Teenage Dream                 | 3:39       |
| 6.  | "We Are Young"                            | Fun hợp tác với Janelle Monáe    | Some Nights                   | 3:52       |
| 7.  | "Shake It Out"                            | Florence and the Machine         | Ceremonials                   | 3:51       |
| 8.  | "Try"                                     | Pink                             | The Truth About Love          | 4:00       |
| 9.  | "Payphone"                                | Maroon 5 hợp tác với Wiz Khalifa | Overexposed                   | 3:51       |
| 10. | "Call Me Maybe"                           | Carly Rae Jepsen                 | Curiosity                     | 3:13       |
| 11. | "Adorn"                                   | Miguel                           | Kaleidoscope Dream            | 3:13       |
| 12. | "The A Team"                              | Ed Sheeran                       | +                             | 3:42       |
| 13. | "Wanted"                                  | Hunter Hayes                     | Hunter Hayes                  | 3:48       |
| 14. | "Ho Hey"                                  | The Lumineers                    | The Lumineers                 | 2:34       |
| 15. | "Hold On"                                 | Alabama Shakes                   | Boys & Girls                  | 3:45       |
| 16. | "I Will Wait"                             | Mumford & Sons                   | Babel                         | 4:35       |
| 17. | "Pyramids"                                | Frank Ocean                      | Channel Orange                | 3:59       |
| 18. | "We Take Care of Our Own"                 | Bruce Springsteen                | Wrecking Ball                 | 3:53       |
| 19. | "Freedom at 21"                           | Jack White                       | Blunderbuss                   | 2:46       |
| 20. | "Madness"                                 | Muse                             | The 2nd Law                   | 3:34       |
| 21. | "Charlie Brown"                           | Coldplay                         | Mylo Xyloto                   | 3:45       |
| 22. | "Set Fire to the Rain" (trực tiếp)        | Adele                            | Live at the Royal Albert Hall | 4:10       |

## 2014
| STT | Nhan đề                  | Phổ nhạc                                           | Album                       | Thời lượng |
| --- | ------------------------ | -------------------------------------------------- | --------------------------- | ---------- |
| 1.  | "Locked Out of Heaven"   | Bruno Mars                                         | Unorthodox Jukebox          | 3:53       |
| 2.  | "Blurred Lines"          | Robin Thicke hợp tác với T.I. và Pharrell Williams | Blurred Lines               | 4:23       |
| 3.  | "Royals"                 | Lorde                                              | Pure Heroine                | 3:11       |
| 4.  | "Radioactive"            | Imagine Dragons                                    | Night Visions               | 3:08       |
| 5.  | "Get Lucky"              | Daft Punk hợp tác với Pharrell Williams            | Random Access Memories      | 4:09       |
| 6.  | "Roar"                   | Katy Perry                                         | Prism                       | 3:44       |
| 7.  | "Mirrors"                | Justin Timberlake                                  | The 20/20 Experience        | 4:39       |
| 8.  | "Brave"                  | Sara Bareilles                                     | The Blessed Unrest          | 3:41       |
| 9.  | "Same Love"              | Macklemore và Ryan Lewis hợp tác với Mary Lambert  | The Heist                   | 5:20       |
| 10. | "Retrograde"             | James Blake                                        | Overgrown                   | 3:45       |
| 11. | "Swimming Pools (Drank)" | Kendrick Lamar                                     | Good Kid, M.A.A.D City      | 4:09       |
| 12. | "Lego House"             | Ed Sheeran                                         | +                           | 3:04       |
| 13. | "Just Give Me a Reason"  | Pink hợp tác với Nate Ruess                        | The Truth About Love        | 4:03       |
| 14. | "Begin Again"            | Taylor Swift                                       | Red                         | 3:58       |
| 15. | "Mine Would Be You"      | Blake Shelton                                      | Based on a True Story...    | 4:00       |
| 16. | "Merry Go 'Round"        | Kacey Musgraves                                    | Same Trailer Different Park | 3:29       |
| 17. | "Highway Don't Care"     | Tim McGraw hợp tác với Taylor Swift và Keith Urban | Two Lanes of Freedom        | 4:37       |
| 18. | "Take a Little Ride"     | Jason Aldean                                       | Night Train                 | 3:06       |

## 2015
| STT | Nhan đề                            | Phổ nhạc                              | Album                     | Thời lượng |
| --- | ---------------------------------- | ------------------------------------- | ------------------------- | ---------- |
| 1.  | "Shake It Off"                     | Taylor Swift                          | 1989                      | 3:39       |
| 2.  | "Fancy"                            | Iggy Azalea hợp tác với Charli XCX    | The New Classic           | 3:18       |
| 3.  | "Sing"                             | Ed Sheeran                            | ×                         | 3:53       |
| 4.  | "Problem"                          | Ariana Grande hợp tác với Iggy Azalea | My Everything             | 3:13       |
| 5.  | "All About That Bass"              | Meghan Trainor                        | Title                     | 3:08       |
| 6.  | "Dark Horse"                       | Katy Perry hợp tác với Juicy J        | Prism                     | 3:35       |
| 7.  | "A Sky Full of Stars"              | Coldplay                              | Ghost Stories             | 3:56       |
| 8.  | "Wrecking Ball"                    | Miley Cyrus                           | Bangerz                   | 3:42       |
| 9.  | "Chandelier"                       | Sia                                   | 1000 Forms of Fear        | 3:36       |
| 10. | "All of Me" (trực tiếp)            | John Legend                           | Love in the Future        | 4:59       |
| 11. | "Take Me to Church"                | Hozier                                | Hozier                    | 4:01       |
| 12. | "Drunk in Love"                    | Beyoncé hợp tác với Jay Z             | Beyoncé                   | 5:23       |
| 13. | "Come Get It Bae"                  | Pharrell Williams                     | Girl                      | 3:22       |
| 14. | "Stay with Me" (Darkchild Version) | Sam Smith                             | In the Lonely Hour        | 2:51       |
| 15. | "Blue Moon"                        | Beck                                  | Morning Phase             | 4:00       |
| 16. | "Raise 'Em Up"                     | Keith Urban hợp tác với Eric Church   | Fuse                      | 3:03       |
| 17. | "Gentle on My Mind"                | The Band Perry                        | Glen Campbell: I'll Be Me | 3:09       |
| 18. | "Meanwhile Back at Mama's"         | Tim McGraw hợp tác với Faith Hill     | Sundown Heaven Town       | 3:47       |
| 19. | "Somethin' Bad"                    | Miranda Lambert và Carrie Underwood   | Platinum                  | 2:49       |
| 20. | "Day Drinking"                     | Little Big Town                       | Pain Killer               | 2:58       |
| 21. | "Happy" (trực tiếp)                | Pharrell Williams                     |                           | 3:21       |

## 2016
| STT | Nhan đề                              | Phổ nhạc                     | Album                                               | Thời lượng |
| --- | ------------------------------------ | ---------------------------- | --------------------------------------------------- | ---------- |
| 1.  | "Uptown Funk"                        | Mark Ronson ft. Bruno Mars   | Uptown Special                                      | 4:30       |
| 2.  | "Blank Space"                        | Taylor Swift                 | 1989                                                | 3:51       |
| 3.  | "Can't Feel My Face"                 | The Weeknd                   | Beauty Behind the Madness                           | 3:35       |
| 4.  | "Thinking Out Loud"                  | Ed Sheeran                   | X                                                   | 4:39       |
| 5.  | "Sugar"                              | Maroon 5                     | V                                                   | 3:54       |
| 6.  | "Ship to Wreck"                      | Florence and the Machine     | How Big, How Blue, How Beautiful                    | 3:54       |
| 7.  | "Don't Wanna Fight"                  | Alabama Shakes               | Sound & Color                                       | 3:52       |
| 8.  | "Really Love"                        | D'Angelo and the Vanguard    | Black Messiah                                       | 3:58       |
| 9.  | "Alright"                            | Kendrick Lamar               | To Pimp a Butterfly                                 | 3:14       |
| 10. | "Traveller"                          | Chris Stapleton              | Traveller                                           | 3:41       |
| 11. | "Girl Crush"                         | Little Big Town              | Pain Killer                                         | 3:13       |
| 12. | "See You Again" (from Furious 7)     | Wiz Khalifa ft. Charlie Puth | Furious 7: Original Motion Picture Soundtrack       | 3:49       |
| 13. | "Lips Are Movin"                     | Meghan Trainor               | Title                                               | 3:01       |
| 14. | "Should've Been Us"                  | Tori Kelly                   | Unbreakable Smile                                   | 3:04       |
| 15. | "Take Your Time"                     | Sam Hunt                     | Montevallo                                          | 3:38       |
| 16. | "Hold Back the River"                | James Bay                    | Chaos and the Calm                                  | 3:40       |
| 17. | "Pedestrian at Best"                 | Courtney Barnett             | Sometimes I Sit and Think, and Sometimes I Just Sit | 3:50       |
| 18. | "Little Toy Guns"                    | Carrie Underwood             | Greatest Hits: Decade #1                            | 3:30       |
| 19. | "Burning House"                      | Cam                          | Untamed                                             | 3:38       |
| 20. | "Chances Are"                        | Lee Ann Womack               | The Way I'm Livin'                                  | 3:40       |
| 21. | "John Cougar, John Deere, John 3:16" | Keith Urban                  | Ripcord                                             | 3:40       |